# MT Melsungen
MT Melsungen is een handbalclub uit Melsungen, een voorstadje ten zuiden van Kassel in de Duitse deelstaat Hessen. De club speelt sinds december 2007 zijn thuiswedstrijden in de toen nieuw geopende Rothenbach-Halle in Kassel, een sporthal van de Kassel Messe met 4.300 toeschouwersplaatsen. Daarvoor speelde Melsungen de thuismatchen in een andere naburige gemeente, in de Meirotels-Halle in Rotenburg an der Fulda, waar 2.400 supporters plaats konden vinden.
De handbalploeg ontstond uit de sportvereniging Melsunger Turngemeinde 1861 e. V., opgericht in 1861. De handbalafdeling van de kring werd in 1920 opgericht. In 1992 promoveerde het team naar de 2. Bundesliga, sinds 2005 speelt MT Melsungen in de 1. Handball-Bundesliga der Männer.